# Sochós
Sochós, en grec moderne : Σοχός, est un village et un ancien dème du district régional de Thessalonique, en Macédoine-Centrale, Grèce. Depuis 2010, il est fusionné au sein du dème de Langadás.
Selon le recensement de 2011, la population du dème s'élève à 5 830 habitants tandis que celle du village compte 3 094 habitants.